# ヘルスネーク
『ヘルスネーク』（独: Magdalena – vom Teufel besessen）は、1974年5月22日に公開された西ドイツのホラー映画。ウォルター・ブースがマイケル・ウォルター名義で監督。

## ストーリー
マグダレーナ・ウィンターは両親を事故で亡くし、祖父ジョゼフの援助で寄宿学校で育った。しかしその祖父は磔刑にされた挙句、額に何かの烙印を押されるという不可解な惨殺死体で発見された。聖灰水曜日の寄宿学校内のパーティーの最中に安置所の祖父の遺体が突然起き上がり、同時にマグダレーナは激しい痙攣の発作を起こして失神した。その後次々に怪異な現象が起こった。
マグダレーナは荒れ狂い寄宿舎を脱走し、拾ってくれたドライバーに重傷を負わせた。寄宿舎の屋根裏部屋がポルターガイスト現象で滅茶苦茶に荒らされ、しかも目を放した隙に元通りになった。身持ちの堅い処女であったマグダレーナが、全裸になって卑猥な言葉を叫びながら暴れまわった。教会でも神父に延々と侮蔑的な淫語を吐き続け、最後には祖父の墓に語りかけながら眠りについた。
フォーク教授は複合的な精神疾患であろうと判断し、自らが郊外に所有する家でマグダレーナを静養させようと考える。しかしマグダレーナは更に狡猾となり、助手のストーン医師に色仕掛けで取り入ると邪魔なフォーク教授を殺すように唆した。ストーンが行動を起こさないでいると、業を煮やして全裸でストーンを誘惑し「レイプされそうになった!」と騒ぎ立てた。一方ジョゼフ殺しの主犯と目された男が逮捕されたが、借用書を取り戻しに訪れただけで殺してはいないと否認した。
教授はマグダレーナに催眠術をかけ、深層心理にある病根を探ろうとする。名を尋ねると彼女は「バルサザール」と答えた。さらに「多くの人々を殺し、カラトラスカンに喰われて死んだ女だ。私の魂は復讐のために蘇ったのだ。悪事の限りを尽くしていたが聖灰の水曜、私は女に絞め殺され家の扉に磔にされた。」と続けた。神父が「ジョゼフだな」と尋ねると、マグダレーナは突然「よくも拷問したな!」と神父に襲い掛かった。一しきり暴れると、彼女は憑き物が落ちたように大人しくなった。
ストーン医師はレイプ未遂疑惑により教授の家から離れていたが、マグダレーナを連れて逃げだそうと久し振りに訪れた。彼が目撃したのは背後から見えない怪物に犯されているかのような彼女の姿だった。やがて完全に屈服させられた様子の彼女はふらふらと歩き始めた。ストーンが追うと彼女が眠っている教授をナイフで刺そうとしたので、寸前のところで阻止して取り押さえた。ストーンと教授が腹を割って話し合っていると、マグダレーナが拘束衣を破って逃走したとマーサが駆け込んできた。
3人が駆け付けるとマグダレーナが薪に放火したところであった。発見された彼女は斧を持ってストーンに襲い掛かったが、教授が催眠術で眠らせることに成功する。神父の忠告を思い出した教授は、医師としての拘りを捨てて神の言葉に縋ろうと決意する。マグダレーナに幼い頃を思い出させ、初めての祈りの言葉を語らせようと試みる。彼女は抵抗するも、やがてそれを声に出した。苦しむマグダレーナの口から真っ黒な蛇が吐き出された。ストーンが踏み潰すと蛇は完全に消え去った。教授も不可解な存在を認めざるを得なかった。

## キャスト
- ダグマー・ヘドリッヒ: マグダレーナ
- ウェルナー・ブランズ（ドイツ語版）: フォーク教授
- ルドルフ・シュンドラー: コンラッド神父
- ミヒャエル・ヒンツ（英語版）: ストーン医師
- マルティン・ウルテル（ドイツ語版）: バーガー医師
- エリザベート・フォルクマン（ドイツ語版）: ストルツ校長
- ペトラ・ペータース（英語版）: マーサ看護士
- サッシャ・ヒーン
- アントン・ファイヒトナー（英語版）
- ペーター・ベールケ（ドイツ語版）

## 評価
「誇張されすぎ。特に悪魔を可視化するときに誇張されすぎている（後略）。悪魔的「所業」の負の側面に対する個人的主張を誘発しない場合、このような映画は（私たちが無視したい人々の表層的な欲望を除き）どのような意味を持つのだろうか?」—ヴォルフガング・キューン、Vampir誌
「『悪魔祓いの戦い』を装った低レベルのセックス映画。」—Lexikon des internationalen Films

## 特記事項
この映画は当時の数多い類似作品と同様に『エクソシスト』の成功に便乗している。興行的には大成功を収め、100万ドイツマルクの製作費で少なくとも800万ドルの興行収入をあげた。
『エクソシスト』の出演俳優の1人、ルドルフ・シュンドラーもこの搾取映画に出演している。